# Liste der Kulturdenkmäler in Niederscheidweiler
In der Liste der Kulturdenkmäler in Niederscheidweiler sind alle Kulturdenkmäler der rheinland-pfälzischen Ortsgemeinde Niederscheidweiler aufgeführt. Grundlage ist die Denkmalliste des Landes Rheinland-Pfalz (Stand: 10. August 2023).

## Einzeldenkmäler
| Bezeichnung                          | Lage                                  | Baujahr                  | Beschreibung | Bild                           |
| ------------------------------------ | ------------------------------------- | ------------------------ | --- | ------------------------------ |
| Katholische Pfarrkirche St. Hubertus | Hauptstraße 35 Lage                   | 1806/07                  | Saalbau, 1806/07, Westturm eventuell älter, 1964 erweitert                                                                    | Fotos hochladen                |
| Pfarrhaus                            | Hauptstraße 37 Lage                   | 1822                     | ehemaliges Pfarrhaus; klassizistischer Krüppelwalmdachbau, bezeichnet 1822; alte Umfassungs- und Stützmauer mit Brunnenkammer | weitere Bilder Fotos hochladen |
| Heiligenhäuschen                     | südlich des Ortes am Waldrand Lage    | 18. oder 19. Jahrhundert | rund geschlossener Mauerblock, 18. oder 19. Jahrhundert                                                                       | BW                             |
| Wegekapelle                          | südöstlich des Ortes an der K 30 Lage |                          | Putzbau, zwei Reliefs | BW                             |